# Bandy-Weltmeisterschaft 1995
| WM 1995 USA | WM 1995 USA |
| ----------- | ----------- |
| Gold        | Schweden    |
| Silber      | Russland    |
| Bronze      | Finnland    |
| 4.          | Kasachstan  |
| 5.          | Norwegen    |
| 6.          | USA         |
| 7.          | Kanada      |
| 8.          | Ungarn      |

Die 19. Bandy-Weltmeisterschaft wurde vom 29. Januar bis 5. Februar 1995 im US-amerikanischen Roseville, Minnesota ausgetragen. Schweden gewann das Finale mit 6:4 gegen Russland.
Es war die erste Weltmeisterschaft, die nicht in Norwegen, Schweden, Finnland oder Russland bzw. in der Sowjetunion ausgetragen wurde.
Mit Kasachstan gab eine weitere Mannschaft ihr Weltmeisterschaftsdebüt. Dafür fehlte die Nationalmannschaft der Niederlande.

## Spielmodus
Die acht Mannschaften waren ihrer Stärke nach in eine A- und eine B-Gruppe eingeordnet worden. Die ersten zwei der A-Gruppe qualifizierten sich automatisch für das Halbfinale. Der Dritte und Vierte der Gruppe A musste ein Spiel gegen den Ersten bzw. den Zweiten der B-Gruppe austragen, deren Sieger sich ebenfalls für das Halbfinale qualifizieren würde.
Eine Neuerung bedeutete das Penaltyschießen, das nach einem unentschiedenen Spiel einen Sieger fand. In der Vorrunde wurde das Spiel trotzdem mit einem Punkt für beide Mannschaften gewertet.

## Austragungsort
Spielort war das Guidant John Rose Minnesota Oval in Roseville (Minnesota), das 2006 auch Austragungsort der Frauen-Weltmeisterschaft werden sollte.

## Teilnehmer
Am Turnier nahmen folgende acht Mannschaften teil:
| 5 aus Europa      | Russland (A)   | Schweden (A) | Norwegen (A) |
|                   | Finnland (A)   | Ungarn (B)   |              |
| 2 aus Nordamerika | USA (B)        | Kanada (B)   |              |
| 1 aus Asien       | Kasachstan (B) |              |              |

## Spielrunde

### Hauptrunde

#### Gruppe A

##### Ergebnisse
| 30. Januar 1995 | Russland | 5:4             | Finnland | Guidant John Rose Minnesota Oval, Roseville |
| 30. Januar 1995 | Norwegen | 1:9             | Schweden | Guidant John Rose Minnesota Oval, Roseville |
| 31. Januar 1995 | Russland | 10:2            | Norwegen | Guidant John Rose Minnesota Oval, Roseville |
| 31. Januar 1995 | Finnland | 2:3             | Schweden | Guidant John Rose Minnesota Oval, Roseville |
| 1. Februar 1995 | Schweden | 2:6             | Russland | Guidant John Rose Minnesota Oval, Roseville |
| 1. Februar 1995 | Norwegen | 2:2 (6:7 n. P.) | Finnland | Guidant John Rose Minnesota Oval, Roseville |

##### Abschlusstabelle
| Pl. |          | Sp | S | U S/N | N | Tore | Diff | Punkte |
| 1.  | Russland | 3  | 3 | 0/0   | 0 | 21:8 | +13  | 6      |
| 2.  | Schweden | 3  | 2 | 0/0   | 1 | 14:9 | +5   | 4      |
| 3.  | Finnland | 3  | 0 | 1/0   | 2 | 8:10 | −2   | 2      |
| 4.  | Norwegen | 3  | 0 | 0/1   | 2 | 5:21 | −16  | 0      |

#### Gruppe B

##### Ergebnisse
| 29. Januar 1995 | USA        | 4:1             | Kanada     | Guidant John Rose Minnesota Oval, Roseville |
| 30. Januar 1995 | Kasachstan | 27:0            | Ungarn     | Guidant John Rose Minnesota Oval, Roseville |
| 31. Januar 1995 | Kanada     | 2:14            | Kasachstan | Guidant John Rose Minnesota Oval, Roseville |
| 31. Januar 1995 | Ungarn     | 3:11            | USA        | Guidant John Rose Minnesota Oval, Roseville |
| 1. Februar 1995 | Kanada     | 4:4 (n. P. 6:4) | Ungarn     | Guidant John Rose Minnesota Oval, Roseville |
| 1. Februar 1995 | Kasachstan | 5:1             | USA        | Guidant John Rose Minnesota Oval, Roseville |

##### Abschlusstabelle
| Pl. |            | Sp | S | U S/N | N | Tore | Diff | Punkte |
| 1.  | Kasachstan | 3  | 3 | 0/0   | 0 | 46:3 | +43  | 6      |
| 2.  | USA        | 3  | 2 | 0/0   | 1 | 16:9 | +7   | 4      |
| 3.  | Kanada     | 3  | 0 | 1/0   | 2 | 7:22 | −15  | 2      |
| 4.  | Ungarn     | 3  | 0 | 0/1   | 2 | 7:42 | −35  | 0      |

### Spiele um die Plätze 1 bis 4

#### Viertelfinale
| 3. Februar 1995 | Norwegen | 2:4 | Kasachstan | Guidant John Rose Minnesota Oval, Roseville |
| 3. Februar 1995 | Finnland | 6:1 | USA        | Guidant John Rose Minnesota Oval, Roseville |

#### Halbfinale
| 4. Februar 1995 | Schweden | 8:4  | Finnland   | Guidant John Rose Minnesota Oval, Roseville |
| 4. Februar 1995 | Russland | 11:3 | Kasachstan | Guidant John Rose Minnesota Oval, Roseville |

#### Spiel um Platz 3
| 5. Februar 1995 | Finnland | 3:2 | Kasachstan | Guidant John Rose Minnesota Oval, Roseville |

#### Finale
| 5. Februar 1995 | Schweden | 6:4 | Russland | Guidant John Rose Minnesota Oval, Roseville, ca. 2 000 Zuschauer |

### Spiele um die Plätze 5 bis 8

#### Spiel um Platz 7
| 5. Februar 1995 | Kanada | 9:1 | Ungarn | Guidant John Rose Minnesota Oval, Roseville |

#### Spiel um Platz 5
| 5. Februar 1995 | Norwegen | 4:1 | USA | Guidant John Rose Minnesota Oval, Roseville |

## Abschlussplatzierungen
| Platz                                                         | Land                                                       | Athleten |                                                                  |
| ------------------------------------------------------------- | ---------------------------------------------------------- | --- | ---------------------------------------------------------------- |
| 1                                                             | SWE                                                        | \| Mikael Forsell Pontus Sundelius Kjell Berglund Gert Johansson \| Stefan Jonsson Göran Rosendahl Hans Åström Patrick Sandell \| Stefan Åkerlind Magnus Olsson Jonas Claesson Hans Johansson \| Per Fosshaug Patrick Södergren Ola Fredriksson Christer Karlsson \| |                                                                  |
| 2 0                                                           | RUS                                                        | |                                                                  |
| 3 0                                                           | FIN                                                        | |                                                                  |
| 4 0                                                           | KAZ                                                        | |                                                                  |
| 5 0                                                           | NOR                                                        | |                                                                  |
| 6 0                                                           | USA                                                        | |                                                                  |
| 7 0                                                           | CAN                                                        | |                                                                  |
| 8 0                                                           | HUN                                                        | |                                                                  |
| Mikael Forsell Pontus Sundelius Kjell Berglund Gert Johansson | Stefan Jonsson Göran Rosendahl Hans Åström Patrick Sandell | Stefan Åkerlind Magnus Olsson Jonas Claesson Hans Johansson | Per Fosshaug Patrick Södergren Ola Fredriksson Christer Karlsson |